# Бойня в Кисангани
Бойня в Кисангани — эпизод Второй конголезской войны, расправа над мятежными солдатами РКД, полицейскими и гражданскими лицами, имевшая место 14 мая 2002 в Кисангани после попытки неудачного восстания, когда мятежники захватили местную радиостанцию и призвали покончить с засильем руандийцев. Собравшаяся на улицах города толпа убила нескольких солдат РКД, однако затем последовали массовые казни подозреваемых участников выступления, трупы которых были утоплены в реке. Общее количество убитых достигло 200 человек. В организации бойни подозревался генерал Лоран Нкунда.